# Bruce McCandless
Bruce McCandless II (Boston, 8 giugno 1937 – Conifer, 21 dicembre 2017) è stato un astronauta e ingegnere statunitense.
Divenne famoso durante il suo primo volo nello spazio svolgendo come primo uomo dell'attività extraveicolare in completa libertà, cioè senza rimanere agganciato al veicolo spaziale mediante qualche sistema di sicurezza. In quest'attività fece utilizzo di un apposito congegno al cui sviluppo aveva decisamente contribuito: la Manned Maneuvering Unit (MMU). La missione fu la STS-41-B svoltasi nel 1984.

## Biografia

### Formazione
McCandless frequentò la Woodrow Wilson Senior High School di Long Beach in California. Nel 1958 raggiunse il titolo di bachelor presso l'Accademia della marina americana, la United States Naval Academy, seguito dal master in ingegneria elettronica conseguito presso l'Università di Stanford nel 1965. Nel 1987 gli venne conferita una laurea di amministrazione economica dell'Università di Houston - Clear Lake. McCandless fu pluridecorato di onorificenze nel campo militare e civile e membro di influenti associazioni americane. È stato pure titolare di un brevetto per lo sviluppo di un sistema utilizzato durante le attività extraveicolari dello Shuttle.

### Marina militare - U.S. Navy
McCandless concluse lo studio con il secondo miglior punteggio su 899 cadetti dell'Accademia della marina (classe del 1958). Svolse il suo addestramento da pilota presso il Naval Aviation Training Command stazionato presso le basi di Pensacola in Florida ed a Kingsville in Texas. A marzo del 1960 gli venne assegnato il ruolo di aviatore della marina americana ed in conseguenza trasferito a Key West in Florida nel ruolo di istruttore per sistemi di armamento e per di trasporto dell'aereo da combattimento F-6 Skyray.
Durante il periodo da dicembre 1960 a febbraio 1964 era assegnato allo squadrone di aerei da combattimento n. 102 Fighter Squadron 102 (VF-102), pilotando l'F-6 Skyray ed l'F-4 Phantom II. Prestò servizio a bordo delle portaerei USS Forrestal ed USS Enterprise, coinvolte con un ruolo attivo durante la crisi dei missili di Cuba dell'ottobre 1962.
Per tre mesi (all'inizio del 1964), fu istruttore di volo presso lo squadrone d'attacco 43 Attack Squadron 43 (VA-43) stazionato presso l'Oceana Naval Air Station di Apollo Soucek Field in Virginia, prima di passare all'unità addetta ai corpi di addestramento degli ufficiali di riserva della marina, i Naval Reserve Officer's Training Corps dell'Università di Stanford, onde consentire la conclusione dei suoi studi di ingegneria elettronica.
Durante il suo servizio in marina divenne esperto pilota per gli aerei T-33B Shooting Star, T-38 Talon, F-4B Phantom II, F-6A Skyray, F-11 Tiger, TF-9J Cougar, T-1 Seastar e T-34B Mentor, nonché per l'elicottero Bell 47G. Raggiunse oltre 5.200 ore di volo di cui 5.000 su aerei jet.

### NASA

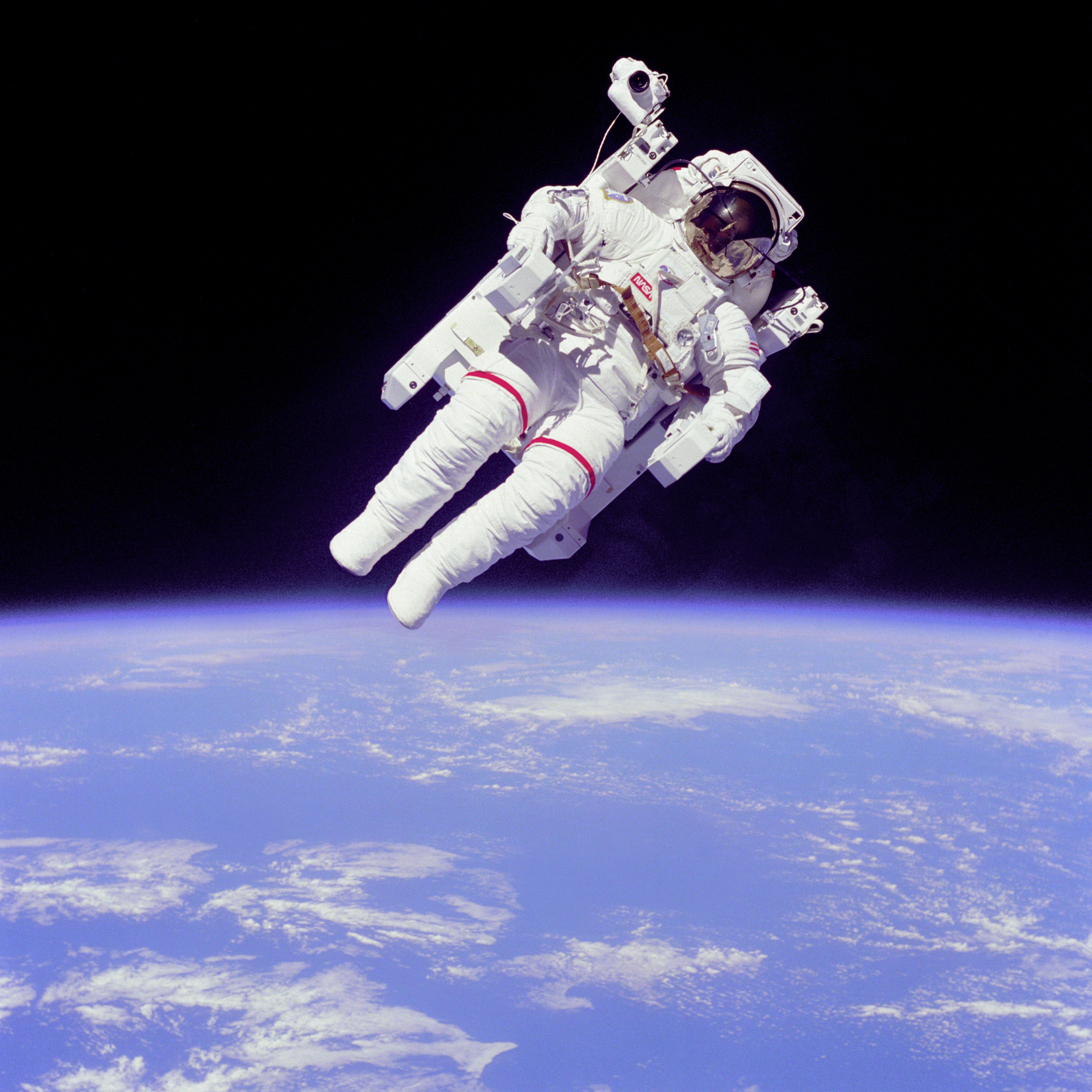
McCandless fu il primo uomo ad utilizzare il MMU

McCandless fu uno dei 19 astronauti scelti dalla NASA ad aprile del 1966. Collaborò nel ruolo di Capcom durante la missione dell'Apollo 11, proprio durante la EVA di Neil Armstrong e Buzz Aldrin sulla Luna; fece inoltre parte dell'equipaggio di supporto (support crew) della missione dell'Apollo 14. In seguito venne nominato a far parte dell'equipaggio di riserva (nel ruolo di pilota del modulo di comando) per la prima missione equipaggiata della stazione spaziale Skylab: la missione Skylab 2. Collaborò allo sviluppo della M-509 un congegno per eseguire manovre da parte degli astronauti nello spazio sperimentato durante il programma dello Skylab. Particolare attenzione comunque dedicò allo sviluppo della Manned Maneuvering Unit (MMU) in uso durante le EVA dello Shuttle.
Fu responsabile per i suggerimenti da parte degli equipaggi per lo sviluppo di hardware e per procedimenti dell'Inertial Upper Stage (IUS), del telescopio spaziale, della Solar Maximum Repair Mission e per i programmi per le stazioni spaziali. McCandless raggiunse più di 312 ore di volo nello spazio, comprese ben 4 ore di volo con la MMU. Volò nello spazio durante le missioni STS-41-B e STS-31 nel ruolo di specialista della missione.
McCandless, che si sposò con Bernice Doyle e fu padre di due figli, spese la maggior parte del suo tempo libero dedicandosi all'elettronica, la fotografia, il nuoto subacqueo ed il pilotaggio di aerei, praticando, inoltre, lo sci di fondo.